# Teodoryk (antypapież)
Teodoryk (zm. w 1102) – antypapież w okresie od września 1100 do stycznia 1101. Jego pontyfikat przypada na okres sporu o inwestyturę.

## Życiorys
Przed wyborem, był kardynałem w kurii antypapieża Klemensa III. 4 listopada 1084 podpisał bullę Klemensa III jako diakon S. Maria in Via Lata, a następnie został mianowany kardynałem-biskupem Albano. W 1098 był legatem Klemensa III w Niemczech, a 18 października 1099 ponownie widnieje wśród sygnatariuszy wydanego przez niego przywileju dla kościoła San Ciriaco w Rzymie. Po śmierci antypapieża Klemensa III 8 września 1100 roku został obwołany jego następcą, jednak po zaledwie 105 dniach (w styczniu 1101) został ujęty przez papieża Paschalisa II, a następnie uwięziony w południowowłoskim klasztorze Cava de'Tirreni. Tam zmarł w 1102 roku.